# Madona (distrito)
Madona (em letão: Madonas rajons) é um distrito da Letônia localizado na região da Curlândia. Sua capital é a cidade de Madona. Segundo o censo de 2016, havia 25 515 habitantes.